# Chase Briscoe
Chase Briscoe is een Amerikaanse autocoureur die sinds 2021 uitkomt in de NASCAR Cup Series.

## Carrière
In 2013 begon Briscoe zijn professionele stock car carrière in de ARCA Menards Series West. In 2016 reed hij een vol seizoen in de algehele ARCA series en werd kampioen.
In 2017 begon Briscoe met rijden in de NASCAR Truck Series voor Brad Keselowski Racing. Hij reed een heel seizoen en wist 6e te worden. In 2018 begon hij met racen in de NASCAR Xfinity Series voor Roush Fenway Racing. Hij reed ook al enkele races in dit seizoen voor Stewart Haas Racing en kwam de seizoenen 2019 en 2020 uit voor laatstgenoemde. Hij pakte in totaal 11 overwinningen in de Xfinity Series.
In 2021 stapte Briscoe in de Ford van Stewart Haas Racing voor de NASCAR Cup Series. Hij werd 23e met 655 punten. In 2022 pakte hij zijn eerste overwinning op het circuit van Phoenix (Arizona).

## Resultaten

### Nascar World Truck Series
| Jaar | Team                   | Races | Overwinningen | Kampioenschap |
| ---- | ---------------------- | ----- | ------------- | ------------- |
| 2017 | Brad Keselowski Racing | 36    | 1             | 6e            |
| 2018 | Thorsport racing       | 1     | 1             | 91e           |
| 2019 | Thorsport racing       | 1     | 0             | 100e          |
| 2021 | Roper racing           | 3     | 0             | 98e           |

##### NASCAR Xfinity Series
| Jaar | Team                   | Races | Overwinningen | Kampioenschap |
| ---- | ---------------------- | ----- | ------------- | ------------- |
| 2018 | Roush Fenway Racing    | 12    | 0             | 24e           |
| 2018 | Stewart Haas Racing    | 5     | 1             | 24e           |
| 2019 | Stewart Haas Racing    | 33    | 1             | 5e            |
| 2020 | Stewart Haas Racing    | 33    | 9             | 4e            |
| 2021 | Mcleod Motorsports     | 2     | 0             | 83e           |
| 2022 | S.S Green light racing | 1     | -             | -             |

### NASCAR Cup Series
| Jaar | Team                | Races | Overwinningen | Kampioenschap |
| ---- | ------------------- | ----- | ------------- | ------------- |
| 2021 | Stewart Haas Racing | 36    | 0             | 23e           |
| 2022 | Stewart Haas Racing | 24*   | 1             | -             |